# イタロ・ハウス
イタロハウス(Italo house)は、ハウスとイタロ・ディスコを組み合わせた、イタリア、イギリス、アメリカで1980年代後半から1990年台前半に人気の高かったハウス・ミュージックである。イタリア語を英語に直訳した一部の曲の、英語歌詞の意味が不明という点が指摘される場合もある。

## 概要/特徴
イタロ・ハウスの音楽的特徴は、無機質なシカゴ・ハウスのレコードよりもヴォーカルがソウルフルであり、サウンドは主にエレクトリックの）ピアノのコードが使われている点にある。よく知られている曲としては、ブラック・ボックスの「エブリバディ・エブリバディ」(1990)や"Ride On Time" (1989) 、「ストライク・イット・アップ」(1991)が挙げられる。アメリカの消費者団体は、ブラック・ボックスとミニ・バネリを、ビデオで歌っている歌手と、実際に歌っている歌手が異なり、消費者を欺いているとして、ロサンゼルスの連邦地裁に訴えている。歌手マーサ・ウォッシュは、Black Boxのメンバーを虚偽の広告で1990年9月に訴え、同年12月に法廷外で和解した。イタロ・ダンスの音楽家にはエル・チコ。アレックス・リー、ジノ・ラテイーノらがいる。
アメリカのソウル・シンガーを起用した、BB&Qバンドやチェンジらの「イタロディスコ」とは異なるホットでソウルフルなサウンドが特徴であり、イタロハウスはその機械的で無機質なビートが特徴だった。

## 歴史
イタロハウスは1990年代初頭からポピュラーになった。このジャンルは元々Gianfranco Bortolottiのプロダクションによって開拓された。彼の別名義はCappella、R.A.F、East Side Beatそして49ersがある。イタリアで作られたレコードは1990/91年のUKダンスチャートでヒットした。Ashaの"JJ Tribute"、DJ Hの"Think About"、Last Rhythmの"Last Rhythm"そしてJinnyの"Keep Warm"のような曲のメロディーは高揚感がありハッピーなバイブを奏でていた。K-Klass、BassheadsそしてFelixのようなアーティストたちは、イタリアンピアノサウンドをベースに、高揚感のあるメロディーを今も作り出しているが、DJ Sashaのようなそのサウンドのパイオニアたちは、ずっと前にピアノハウスのハッピーなバイブから離れて他のスタイルを模索している。
90年代後半以降のイタリアではマイナーなジャンル扱いだったが、2010年代半ばあたりから、Micky MoreやAndy teeといった、イタロハウスにルーツを持つ、新世代のアーティストたちがあらわれ、精力的に楽曲リリース、Remixなどを行った。日本では1990年代以降、イタリア制作のユーロビートが、avexのスーパーユーロビートシリーズに収録され、ユーロビート愛好者の間で根強く愛聴された。

## 主なアーティスト
- ブラック・ボックス（英語版）
- 49ers（英語版）
- カペラ（英語版）
- アレックス・リー
- アンドレ・ホメン
- DJH
- DJ Pierre Feroldi
- DJプロフェッサー
- エル・チコ
- フェリックス
- Gino Latino (aka Jovanotti)
- Gino Latino II (aka Giacomo Maiolini)
- シーマ
- ザ・スカイ
- スターライト
- リー・マロウ
- タノ・アフリカ
- クアリオン

## 主なレコードレーベル
- BCM Records
- Discomagic Records
- Groove Groove Melody
- Italian Style Production
- Kutmusic
- Line Music
- Media Records
- X-Energy Records
- ZYX Music
- IRMA Records